# 七美鄉 (台灣)
23°12′29″N 119°25′43″E / 23.20806°N 119.42861°E
七美鄉，舊稱「南嶼」、「大嶼」，位於中華民國澎湖縣最南方，澎湖群島南隅，約在縣治馬公市南南西方29海浬（36公里）處。管轄範圍為七美嶼全境，面積約為6.9868平方公里，人口約有3千9百多人，是澎湖縣面積最小、人口最少的行政區。

## 地名
清代古冊有大嶼、南嶼、南大嶼等名稱記錄，其中以大嶼名稱最早，可見載於康熙24年（1685年）蔣毓英編纂《臺灣府志》志書之中。
大嶼在清領時期、大半日治時期皆無獨立行政區劃，在清領時期歸屬位於望安島上「網垵澳」，日治時期則納入「望安庄」，直到昭和19年（1944年），澎湖廳末代廳長大田政作任內才單獨將大嶼從望安庄劃分出來，獨立設置「大嶼庄」。
1945年二戰結束，中華民國政府接管台灣、澎湖群島，維持日治時期的行政區域編制，將大嶼庄改制大嶼鄉；民國38年（1949年），澎湖縣第四任官派縣長劉燕夫將大嶼鄉易名為七美鄉，沿用迄今。:213

## 歷史
依據考古學家的研究，七美地區在史前時期已有先民在此生活。1983年發現的「南港文化遺址」，位於七美人塚東北方約250公尺處，是一處「細繩紋陶文化」，年代約在公元前2500年。1983年、2000年發現的南港、東湖、西北灣三處「石器製造場」，使七美成為台灣史前時代的重要研究據點之一。
七美鄉居民以討海為主，每發生海難，就可能多出幾個寡婦，所以曾有「寡婦島」之稱。七美島為澎湖列島最南端之最大孤嶼，故原名為大嶼、南嶼及南天島，歷史上長期隸屬望安。大正9年（1920年）實施五州二廳制時，為高雄州澎湖郡望安庄大嶼。大正15年（1926年）澎湖改制為廳，為澎湖廳望安支廳望安庄大嶼。一直到昭和19年（1944年）8月1日設大嶼庄，仍在望安支廳之下。
戰後初為望安區大嶼鄉。1946年6月區署取消，大嶼鄉與望安鄉俱由澎湖縣直轄。1949年7月20日易名七美鄉至今。
歷年所屬行政區列表
| 起訖年份  | 行政區                     |
| 1920~1926 | 高雄州澎湖郡望安大嶼大字   |
| 1926~1944 | 澎湖廳望安支廳望安大嶼大字 |
| 1944~1945 | 澎湖廳望安支廳大嶼         |
| 1945~1946 | 澎湖縣望安區大嶼鄉         |
| 1946~1949 | 澎湖縣大嶼鄉               |
| 1949~     | 澎湖縣七美鄉               |

## 人口
根據澎湖縣政府民政處統計，2024年底戶數約1.5千戶，人口約3.9千人，是澎湖縣人口最少的行政區。鄉內人口最多與最少的村分別是南港村與東湖村，2024年底兩村人口分別為1,399人與290人。

## 政治

### 歷任鄉長
| 1946年1月設大嶼鄉   |        |            |            |
| 1                   | 張萬采 |            | 官派       |
| 2                   | 許 柯  |            | 鄉代會選舉 |
| 1949年7月改名七美鄉 |        |            |            |
| 1                   | 呂 汗  |            |            |
| 2                   | 呂 汗  |            | 任內過世   |
| 3                   | 呂允凍 |            |            |
| 4                   | 呂允凍 |            |            |
| 5                   | 張 碾  |            |            |
| 6                   | 張啟明 |            |            |
| 7                   | 張啟明 |            |            |
| 8                   | 許進豐 |            |            |
| 9                   | 許進豐 |            |            |
| 10                  | 呂昭麟 |            |            |
| 11                  | 許福存 |            |            |
| 12                  | 許福存 |            |            |
| 13                  | 陳友志 | 中國國民黨 |            |
| 14                  | 呂明廣 | 無黨籍     |            |
| 15                  | 呂明廣 | 中國國民黨 |            |
| 16                  | 呂立勳 | 中國國民黨 |            |
| 17                  | 呂啟俊 | 無黨籍     |            |
| 18                  | 呂啟俊 | 無黨籍     | 現任       |

### 鄉政組織
七美鄉公所是澎湖縣七美鄉最高層級的地方行政機關，在中華民國政府架構中為鄉自治的行政機關，同時負責執行縣政府及中央機關委辦事項，七美鄉的自治監督機關為澎湖縣政府。鄉長由全體鄉民直接選舉產生，任期為四年，可連選連任一次。七美鄉公所並置鄉政會議，為鄉政最高決策機構，在鄉長之下，設有3課2室等5個內部單位及3個附屬機關。
七美鄉民代表會是七美鄉的最高民意機關，代表七美鄉全體鄉民立法和監察鄉政。鄉民代表由公民直選選出，任期為四年，可連選連任。共有7位鄉民代表，第一選區2席鄉民代表、第二選區2席鄉民代表、第三選區3席鄉民代表，主席、副主席由7位鄉民代表互選產生。
七美鄉為澎湖縣議會第六選區，在澎湖縣議會19席縣議員中，七美鄉共選出1席縣議員。

### 行政區
七美鄉總共分成6村，包括西湖村、東湖村、 中和村、平和村、海豐村及南港村，其中除南港村有11個鄰外，其餘均有10個鄰，合計全鄉共61個鄰。

## 產業
七美鄉的產業有水產養殖業、漁業、農業與畜牧業。
水產養殖業是七美鄉產業的大宗。由於水質無污染，養殖漁業品質高且產量豐富，其中最具代表性為九孔養殖業，包括珍珠九孔與翡翠九孔兩種。每年7月舉辦的「九孔美食節」，皆能吸引大量遊客。
由於周圍海域為洋流交會之處，形成魚類資源豐富的漁場，因此漁業自古以來即為七美鄉的重要產業。但因為近年來人口外流嚴重，加上漁貨運輸成本提高，漁民收入有限，大多僅能維持生活基本的需求而已。
七美鄉的農業用地達385.54公頃，佔了七美鄉用地的61.19%。但受限於氣候因素，適合種植的農作物種類並不多，大多是花生、地瓜、玉米及冬季蔬菜，另有一些具地方特色作物如風茹草等。近年來人口外流嚴重，導致廢耕地面積比例偏高。
七美鄉由於交通不便，物資缺乏，因此畜牧業在自給自足的要求下，反而比澎湖本島還要興盛，主要飼養羊、雞、牛、鴨、鵝等。島上牛、羊飼養皆以自然放牧方式，任其啃食無污染野草，因而肉質鮮美。近年來羊肉市場需求量大增，產量有明顯的大幅度成長。

## 教育

### 國民中學
- 澎湖縣立七美國民中學 （页面存档备份，存于）

### 國民小學
- 澎湖縣七美鄉七美國民小學 （页面存档备份，存于）
- 澎湖縣七美鄉雙湖國民小學 （页面存档备份，存于）

## 交通

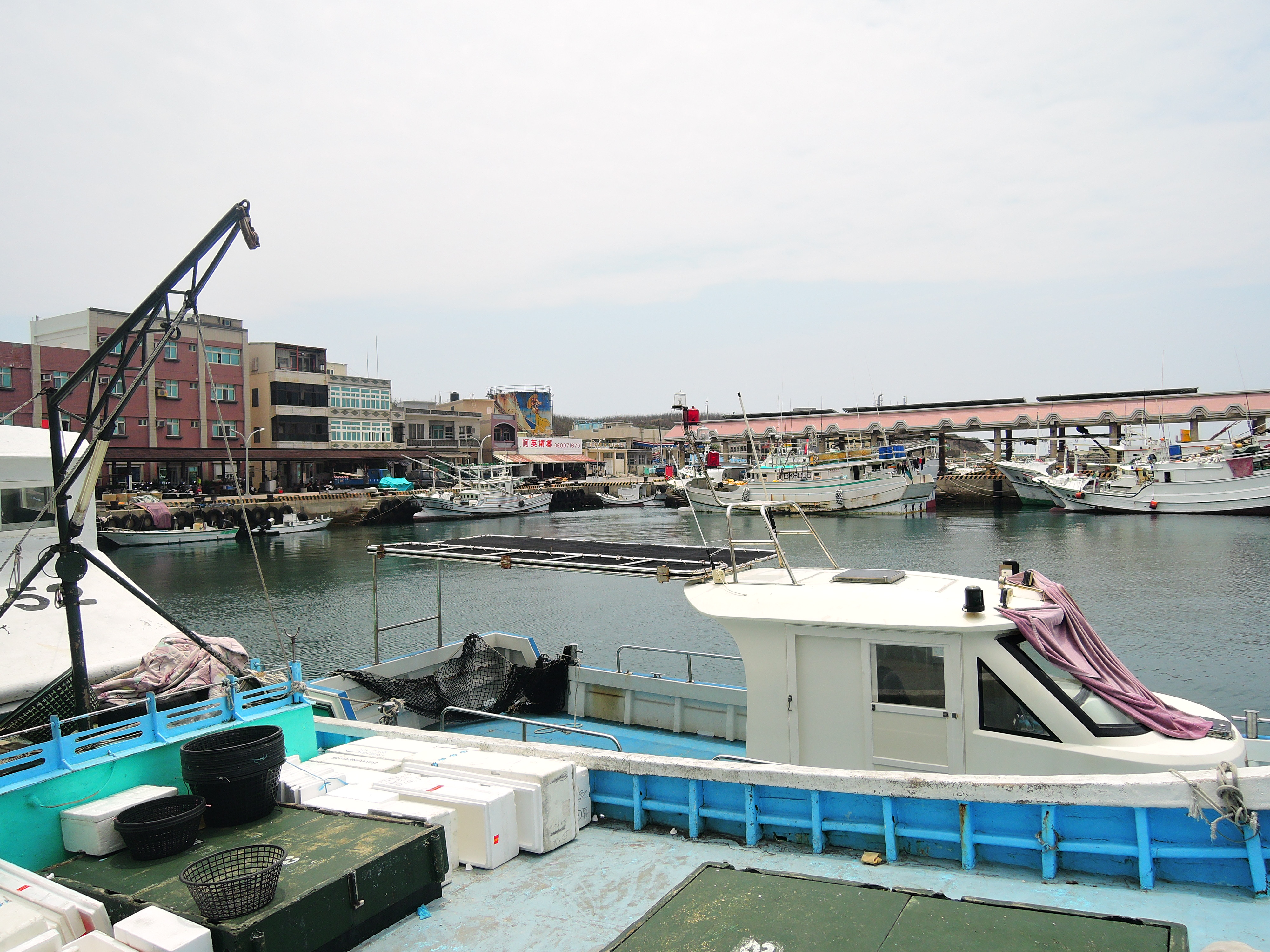
南滬港

### 機場
七美機場位於平和村，為七美鄉唯一的機場，原由澎湖縣政府經營，1991年5月起移由交通部民用航空局接管，成立七美航空站，由澎湖機場負責督導與管理。早期有永興航空飛航高雄及馬公，改為國華航空後仍繼續營運，在國華航空被華信航空併購之後，華信航空因不堪虧損而退出此航線。目前由德安航空接手經營，每日有往返高雄及馬公兩條航線之班機飛行。

### 航運
南滬港位於七美島西南端山窪處，背對東北季風，不受東北季風的影響，為七美之主要港口。但亦為地形的限制，腹地較少，發展受限制。目前七美往返馬公航線有公營南海之星2號（客貨輪）、南海之星（客貨輪）定期航行，其他尚有民營觀光遊艇不定期航行，航程最快約八十分鐘。七美往返高雄航線則有不定期客貨輪航行(須先行聯繫確認)，主要載運民生物品。自1996年12月起，加開七美直航安平的延祐輪，為500噸級的貨輪，有助於紓解島內不定期民生物資不足的需求。

### 道路
- 澎36線

以下於2021年4月16日公告廢止
- 澎42線
- 澎43線
- 澎44線

## 宗教信仰
七美鄉先民大都由清代福建省泉州府渡海而來，以同安縣金門島為大宗，所以宗教信仰多源自閩南地區。鄉民以信仰道教者居多，佛教次之，基督宗教最少。
其中，台灣基督長老教會高雄中會在此鄉設有七美教會，位於南港村5鄰19號，為此鄉唯一的基督教會。吳府宮位於海豐村，主祠神祇為吳必力將軍。玉蓮寺位於西湖村山腳仔，創建於1827年，主祠神明為觀音菩薩。

## 旅遊

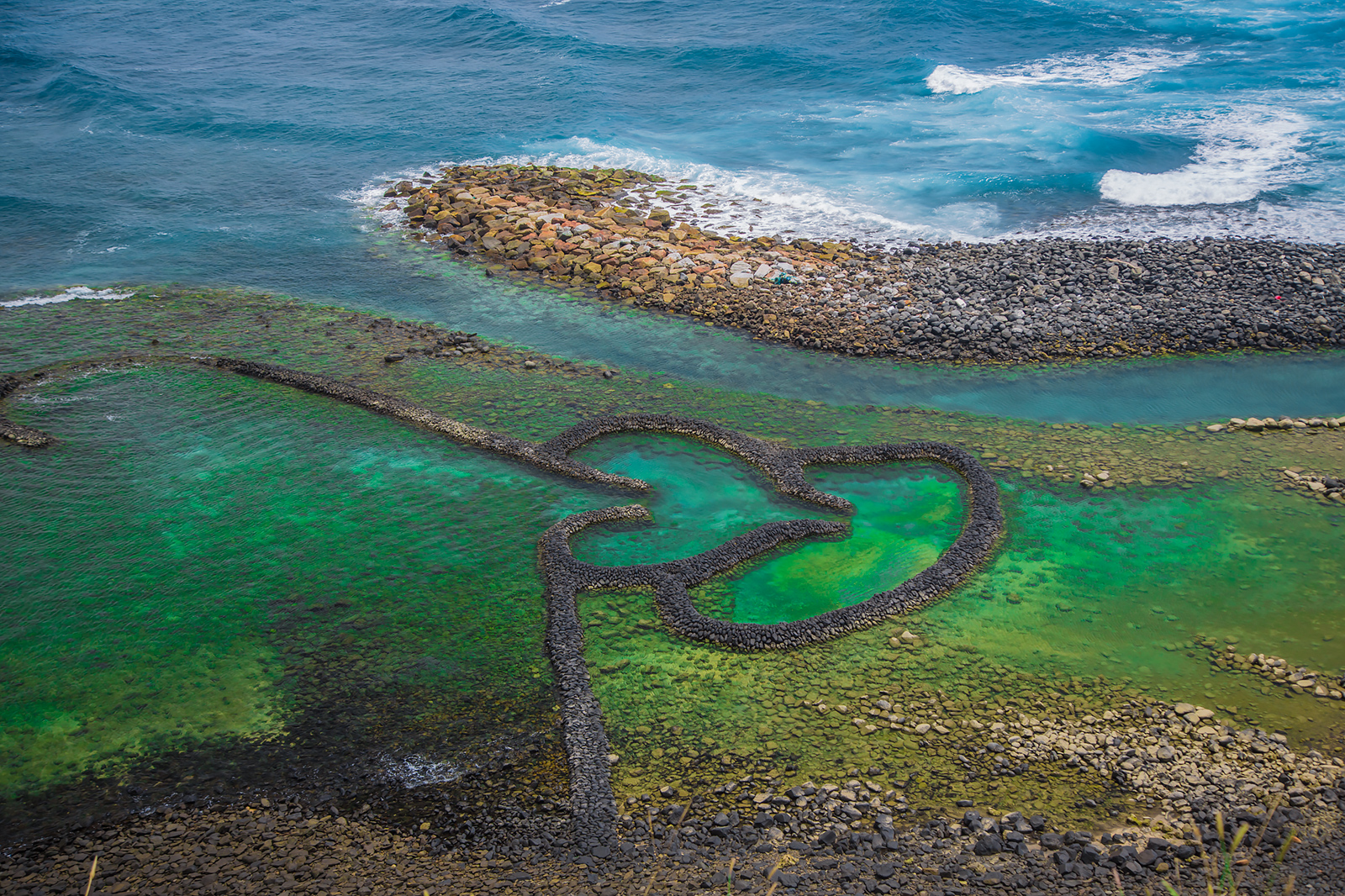
七美雙心石滬（頂隙滬）

石滬為澎湖海邊常見的一種捕魚設施，最典型造型是由兩座心狀石滬所構成，故稱之為「雙心石滬」，其中尤以七美島東北角東湖村頂隙北面海崖下的雙心石滬（頂隙滬）最為知名。石滬補魚的原理為利用潮汐起落，在潮間帶堆砌兩道長圓弧形堤岸，從淺水處一路延長至深水處，在深水處盡頭向內做成彎鉤狀。漲潮時，魚群順著海水進入石滬中覓食海藻；退潮後，石堤已高於海面，魚迴游至捲曲處被阻，困於滬內，漁民藉此捕捉漁獲。
全世界石滬不到600口，而澎湖縣即有574口以上。七美鄉雖然僅有此一石滬，但因造型優美，反而成為遊客駐足的焦點。
「小臺灣」位於七美嶼東部海岸，為一座天然海蝕平台，因退潮時海蝕平台貌似臺灣島輪廓而得名。小臺灣與雙心石滬並列為七美的熱門景點。
七美水庫是七美鄉唯一的水庫與主要用水來源，集水區面積1.137平方公里，滿水位面積11.395公頃，總蓄水量228,000立方公尺。該水庫也是臨近地區水鳥棲息的空間，為賞鳥的好地方。

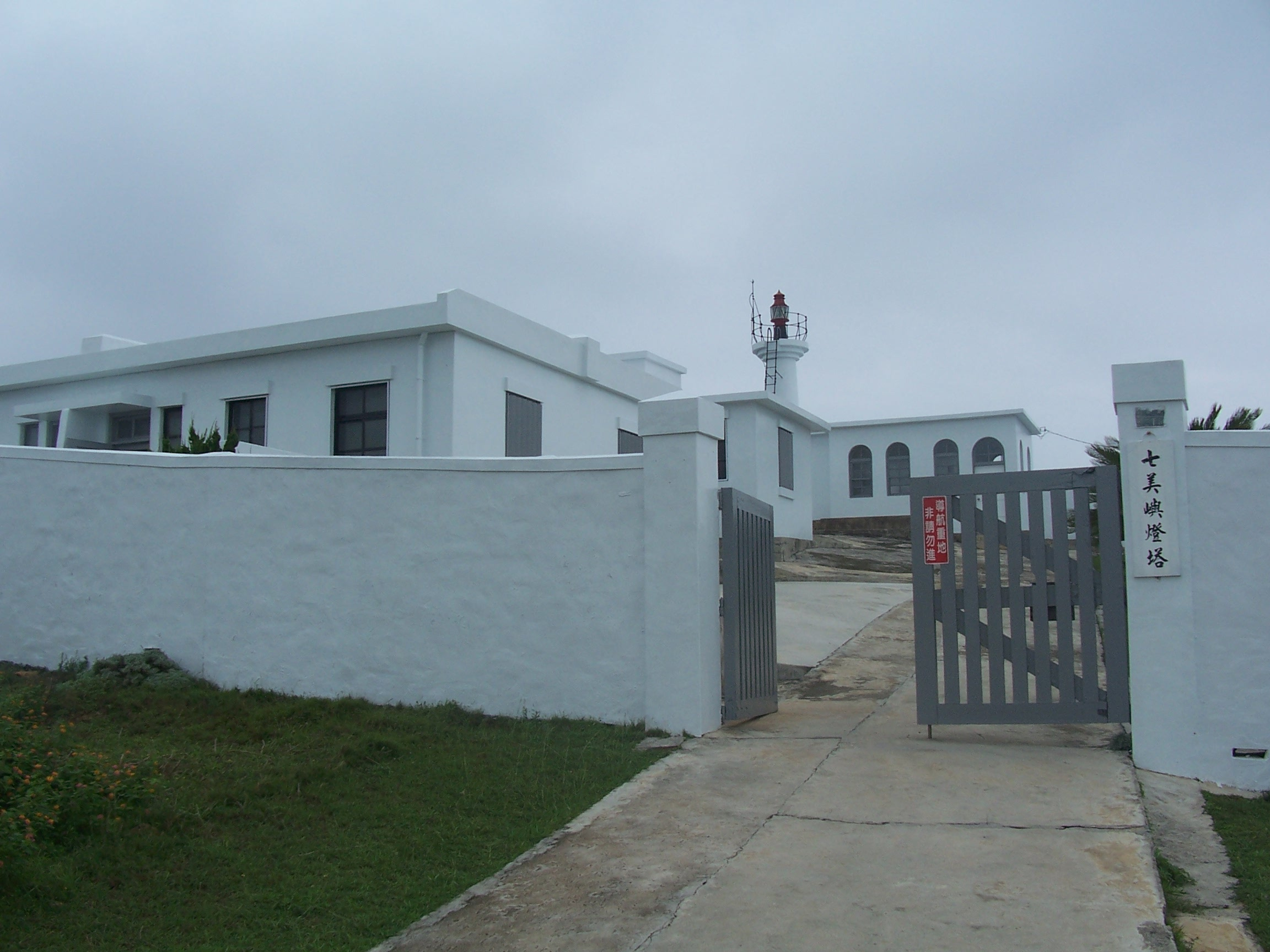
七美嶼燈塔

七美嶼燈塔又稱七美燈塔、南滬燈塔，興建於1937年，是澎湖最南端，也是最晚興建的一座燈塔。於1989年整建後，高8.3公尺，8,000燭光，塔光可達19海浬。
除此之外，七美鄉尚有分岔仔、牛母坪、大獅風景區、望夫石等知名景點。

## 外部連結
- 七美鄉公所（页面存档备份，存于）
- 沿著菊島旅行-澎湖資訊網（页面存档备份，存于）